# Josef Seifert (politik)
Josef Seifert (6. ledna 1870 Nový Mlýn u České Lípy – 17. srpna 1926 Domousnice) ,byl český a československý politik, člen Moravské strany pokrokové a po vzniku Československa senátor Národního shromáždění ČSR za Československou národní demokracii.

## Biografie
Narodil se v Novém Mlýnu u České Lípy. Vystudoval gymnázium v Jičíně a absolvoval práva na Univerzitě Karlově v Praze (během vysokoškolských studií byl aktivní v akademickém čtenářském spolku, spolu Slávie i v akademické jednotě v Jičíně). Profesně a politicky potom působil na Moravě. Od roku 1897 byl advokátním koncipientem v Uherském Hradišti, kde si později otevřel samostatnou advokátní kancelář.
Počátkem 20. století se angažoval v pokrokovém hnutí a byl členem organizace Pokrokový klub pro Moravu v Brně. V Uherském Hradišti založil a vydával v letech 1898-1899 list Náš kraj a pak v letech 1899-1902 Slovácký kraj. Za Moravskou stranu pokrokovou kandidoval v zemských volbách roku 1906 na Moravský zemský sněm a patřil mezi pět pokrokářských kandidátů, kteří byli na Moravě zvoleni. Stal se pak místopředsedou jejich poslaneckého klubu. Byl zvolen za českou městskou kurii, obvod Uherské Hradiště, Uherský Brod, Luhačovice atd. Mandát zde obhájil i v zemských volbách roku 1913. Roku 1908 přešel po sloučení pokrokové strany do Lidové strany pokrokové na Moravě.
Po parlamentních volbách v roce 1920 získal za národní demokraty senátorské křeslo v Národním shromáždění. Mandát ale nabyl až dodatečně roku 1925 jako náhradník poté, co rezignoval senátor Adolf Stránský.
Profesí byl advokátem v Uherském Hradišti. Působil i jako člen výboru městské spořitelny a předseda městské finanční komise v Uherském Hradišti. V Uherském Hradišti byl přes dvacet let členem obecního zastupitelstva a zasedal v okresní školní radě. Po vzniku ČSR byl též povolán k státnímu soudu v Brně.
Zemřel na infarkt myokardu na návštěvě u svého švagra Jindřicha Maštálky. V poslední době před smrtí byl nemocný.
Jeho vnučkou byla Jelena Rennerová, v letech 1948–1952 první manželka pozdějšího švédského premiéra Olofa Palmeho.